# Carnidazole
Carnidazole (tên thương mại Spartrix, Pantrix, Gambamix) là một loại thuốc chống độc tố thuộc nhóm nitroimidazole được sử dụng trong thuốc thú y. Nó được sử dụng để điều trị nhiễm Trichomonas ở chim bồ câu.